# Ichijō Kanesada
Ichijō Kanesada ( japonés一条 兼定, 1543 - 27 de julio de 1585) fue daimyō y samurái japonés, descendiente de los Tosa-Ichijō, una familia go-sekke de alta nobleza, descendiente de Kujō Michiie.  Perdió el control de la provincia de Tosa, que ostentaba su rama de la familia desde 1470 ante Chōsokabe Motochika. Era cristiano y tenía el nombre bautismal de Paulo.